# Tyler Lyson
Tyler Lyson (* 1983) je americký paleontolog, známý zejména objevem skvěle zachované dinosauří mumie "Dakota" v souvrství Hell Creek na území Severní Dakoty. Tu objevil v roce 1999 při obchůzce terénem na pozemku svého strýce.
Lyson obdržel titul bakaláře (bachelor's degree) z biologie na koleji Swarthmore ve Filadelfii v roce 2006 a od roku 2007 studuje paleontologii obratlovců na Yale. V současnosti se podílí na výzkumu fauny zmíněného svrchnokřídového souvrství v okolí městečka Marmarth v Severní Dakotě.